# Яхтсмен

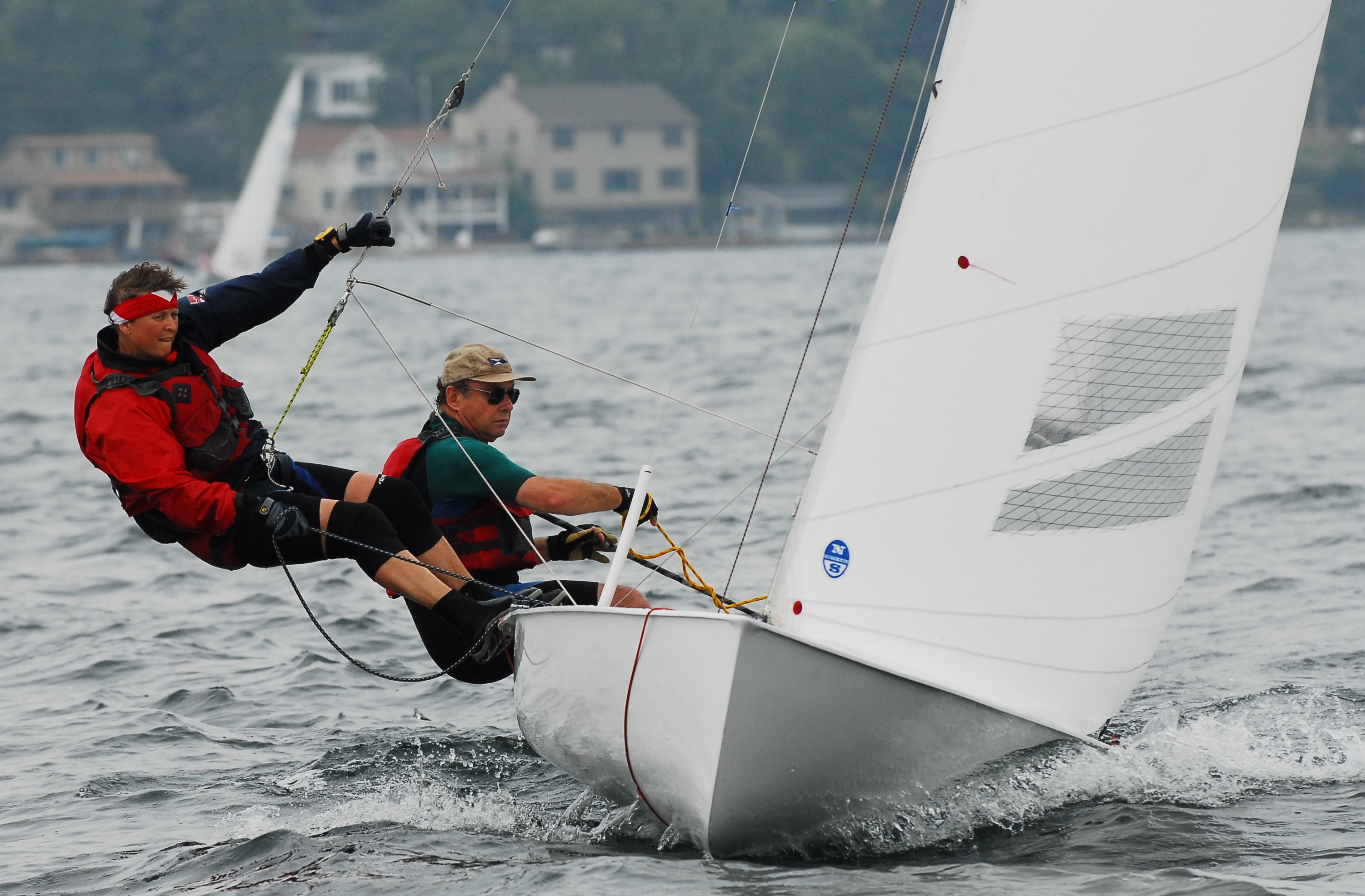
Яхтсмены

Яхтсмен — человек, занимающийся парусным спортом, ходящий на яхте самостоятельно или в составе экипажа.

## Классификация
Каждый яхтсмен должен обладать целым рядом навыков. В зависимости от этого определяется его квалификация и функциональные обязанности на яхте. Зачастую каждый из яхтсменов выполняет несколько функциональных обязанностей.

### По праву управления яхтой
Квалификация яхтсменов по праву управления лодкой складывается из условий управления яхтой, определенных технических характеристик, района и условий плавания. Не существует единой мировой классификации, тем не менее все уровни квалификации яхтсменов разных стран коррелированы между собой.
- Яхтенный рулевой 2 класса — Day skipper — Sportbootführerschein See (SBF See)
- Яхтенный рулевой 1 класса — Coastal skipper — Sportküstenschifferschein (SKS)
- Яхтенный капитан — Yachtmaster Offshore — Sportseeschifferschein (SSS)
- Яхтенный капитан — Yachtmaster Ocean — Sporthochseeschifferschein (SHS)

### По функциональным обязанностям
На гоночных лодках с небольшим (1-3 спортсменов) составом экипажа:
- рулевой
- матрос или шкотовый матрос

На гоночных лодках с большим составом экипажа:
- рулевой
- тактик
- настойщик парусов
- штурман
- шкотовый матрос
- мачтовый матрос
- баковый матрос
- и т. д.

На крейсерских яхтах
- капитан, шкипер
- старший помощник
- штурман
- вахтенный начальник
- матрос